# Football Club Robo International
Le FC Robo Queens est un club féminin de football nigérian fondé en 1999 et basé à Lagos.

## Histoire
En février 2021, l'équipe est victime d'un hold-up alors qu'elle se déplace en bus pour affronter les Delta Queens. Le club atteint la finale de la coupe de la Fédération 2021, mais doit s'incliner 4-2 face aux Bayelsa Queens.
Le club remporte sa 12e coupe de Lagos en 2022, puis sa 13e en 2023.